# Ceradenia comosa
Ceradenia comosa är en stensöteväxtart som beskrevs av Luther Earl Bishop. Ceradenia comosa ingår i släktet Ceradenia och familjen Polypodiaceae. Inga underarter finns listade.